# 一人医師医療法人
一人医師医療法人（ひとりいし いりょうほうじん）は、医師又は歯科医師が常時一人又は二人勤務する診療所を一箇所のみ開設しようとする社団又は財団の医療法人のこと。ただし、法的な正式名称ではなく、通称である。

## 概要
1950年（昭和25年）の医療法改正で創設された医療法人制度は、創設当初「病院又は医師若しくは歯科医師が常時三人以上勤務する診療所を開設しようとする社団又は財団」であることが要件となっていた。しかし、1985年（昭和60年）の医療法改正で医師又は歯科医師が常時一人勤務する診療所でも医療法人を設立することができるようになり、以降医師又は歯科医師が常時一人又は二人勤務する診療所を開設する医療法人を「一人医師医療法人」と呼ぶようになった。現在では、個人開業医の法人化が飛躍的に進み、医療法人全体数の約8割は「一人医師医療法人」で占められている（2022年3月末現在、医療法人57,141のうち、一人医師医療法人は47,295）
なお、医療法上、設立、運営、権利及び義務に関して一人医師医療法人とそれ以外の医療法人における区別はない。